# 북아일랜드의 국기 문제
현재 북아일랜드의 공식 국기는 없는 상태이나, 일반적으로 북아일랜드 구 정부 깃발을 대용하고 있다. 그래서 일각에서는 북아일랜드를 상징할 새로운 국기 도안을 내놓고 있다.

## 정부 공식 국기와 엠블럼

### 유니언 플래그
영국의 국기인 유니언 플래그(또는 유니언 잭)는 현재 북아일랜드에서 유일하게 공식적으로 사용되는 기(旗)이다. 이것은 잉글랜드의 기(성 게오르기우스 십자), 스코틀랜드의 기(성 안드레아 십자), 아일랜드의 기(성 파트리치오 십자)를 합쳐서 만들어졌다.
유니언 플래그는 흔히 북아일랜드의 연합주의자(unionist)들과 얼스터 로열리스트(loyalist)들 사이에서 게양된다. 반면에 아일랜드 민족주의자들과 아일랜드 공화주의자들은 유니언 플래그를 게양하는 것을 불쾌히 여긴다.

### 북아일랜드 의회 엠블럼
- 영어판 위키백과에 있는 북아일랜드 의회 엠블럼 보기.

북아일랜드 의회(Northern Ireland Assembly)의 엠블럼은 북아일랜드의 전(全) 공동체를 포괄하는 쪽으로 디자인됐다. 이 도안은 전통적으로 얼스터 지방에서 많이 나는 작물인 아마(亞麻; flax)를 묘사한 것이다. 이 엠블럼은 또한 영국 1파운드 동전에서 북아일랜드를 상징한다. 이 엠블럼은 아직 대중들에게 잘 알려지지 않았으나, 미래에 제안될 새 북아일랜드 국기의 밑바탕이 될 가능성이 있다.

## 전(前) 정부 공식 국기와 엠블럼

### 북아일랜드 정부기
전(前) 북아일랜드 정부기 또는 얼스터 배너는 해체된 북아일랜드 정부에 의해 사용되었다. 이것은 현재도 여전히 많은 사람들(특히 연합주의자들)에게 북아일랜드를 나타내는 실질적인(de facto) 국기로 간주되고 있다. 또한 몇몇 조직들에서도 북아일랜드의 국기로 사용되고 있는데, 그 예로 북아일랜드 축구 국가대표팀, 북아일랜드 코먼웰스 게임 선수단, 얼스터 럭비 팀을 들 수 있다. 연합주의자들이 우세하게 장악하고 있는 몇몇 북아일랜드 하위 지방 의회들은 지금도 청사 밖에서 이 기를 게양한다.
이 기는 1953년부터 시작되었다. 디자인은 얼스터 지방기에 있는 붉은 손, 잉글랜드의 성 조지 기, 육각별(북아일랜드에 소속되어 있는 6개의 카운티를 나타냄), 왕관의 결합으로 구성돼 있다.

### 북아일랜드 문장
이것은 북아일랜드 정부의 문장으로, 1925년에 사용이 승인되었다. 이것은 더 이상 공식적으로 사용되지 않고 있으나, 그 승인은 철폐되지 않아 공식 문장에 준하는 대접을 받고 있다. 문장에는 흰 사슴이 몸에 얼스터 지방의 색상(colour)들을 두르고 있고, 영국을 상징하는 사자, 아일랜드를 상징하는 하프 깃발 등이 있다. 문장에 적혀 있는 라틴어 표어(motto) Quis Separabit(Who will separate (us))는 '누가 (우리를) 갈라 놓으랴'라는 뜻으로, 북아일랜드와 그레이트브리튼의 연합이 유지되기를 바라는 연합주의자들의 희망을 상징하고 있다.

### 성 파트리치오 기
이것은 성(聖) 파트리치오(Patrick) 기로, 피츠제럴드 가(家)의 깃발을 바탕으로 하여 제작되었다고 추정되고 있다. 현재는 이 기를 아일랜드의 수호 성인인 '성 파트리치오'의 기로 부르고 있으나, 원래 이 기는 그와 아무런 상관이 없었다고 여기는 사람들이 많이 있다. 현재 이 기는 유니언 플래그의 한 부분을 이루고 있고, 1921년 아일랜드 분할 이전에는 아일랜드섬 전체를 대표하는 국기로 사용되었다. 아일랜드 분할 이후에는 성 파트리치오의 날에 개인들과 일부 관공서에서 게양된다.
이 기는 일부에서 아일랜드섬 전체를 중립적으로(연합주의나 아일랜드 민족주의·공화주의와 무관하게) 상징하는 깃발로 사용하기도 한다. 또한 북아일랜드 경찰청(Police Service of Northern Ireland; PSNI) 엠블럼의 일부로 쓰이고 있고(PSNI 엠블럼 보기), 미국의 앨라배마주와 플로리다주 깃발 디자인의 기초로 사용되었다.
몇몇 사람들은 이 기를 북아일랜드의 새 국기로 채택하기를 희망한다. 그러나 많은 아일랜드 민족주의자들은 이 깃발이 영국 지배하의 아일랜드를 상징하는 것이라며 사용 자체를 반대하고 있고, 또 일부에서는 이 깃발이 아일랜드섬 전체의 상징으로 사용되기를 바라기 때문에 역시 반대하고 있다.

## 다른 깃발

### 얼스터 지방기
이 깃발은 얼스터 지방의 전통적인 깃발이다. 이따금씩 아일랜드 민족주의자들에 의해 게양된다.
얼스터 지방에 속한 9개 주(county) 중 6개는 영국 북아일랜드에, 3개는 아일랜드 공화국에 속해 있다. 그래서 이 기는 북아일랜드 구 정부 기 디자인의 기초로 활용되었다.
이 기는 구 정부기와 달리, 손바닥 그림에서 엄지 손가락이 손바닥에 붙어 있다.

### 아일랜드 4지방기
4지방기(four provinces flag)는 아일랜드의 전통적인 네 지방(province)인 얼스터, 먼스터, 렌스터, 코노트의 깃발 한데 합쳐 만든 것으로, 아일랜드섬 전체를 상징한다. 이 깃발은 아일랜드 민족주의자들과, 아일랜드 럭비유니언 팀과 같은 몇몇 전(全) 아일랜드 조직에서 사용한다. 이것은 아일랜드 삼색기나 성 파트리치오의 기보다 더 가치 중립적인 깃발이다.

### 아일랜드 삼색기
이 깃발은 현재 아일랜드 공화국의 공식 국기인 아일랜드 삼색기(Irish Tricolour)이다. 이 기는 아일랜드의 통일(아일랜드 공화국과 북아일랜드의 통합)을 지지하는 아일랜드 공화주의자들과 민족주의자들에 의해 게양된다. 이 기의 색상은 각각 아일랜드의 구교도(녹색)와 신교도(오렌지색), 그리고 평화에 대한 열망(흰색)을 상징한다. 이 기는 19세기에 아일랜드 민족주의자들이 디자인한 것으로 아일랜드섬 전체를 표상한다. 19세기의 디자인은 지금과 달리 오렌지색이 깃대 가까이에 위치하였다. 현재의 모양은 20세기 초에 아일랜드 민족주의자들에 의해 다시 채택된 디자인이다.
그러나 많은 연합주의자들과 로열리스트(loyalist)들은 이 깃발을 북아일랜드를 상징하는 깃발로 사용하는 것을 반대하고 있다. 1954년에 연합주의자들에 의해 제정된 깃발 및 엠블럼 법은 이 기의 사용을 법적으로 금지했다. 이 법은 이후 1980년대에 영국 중앙 정부의 법률로 대체되었다.
아일랜드 삼색기는 원래 아일랜드섬 전체를 상징하는 깃발로서 디자인되었다. 그러나 연합주의자·로열리스트들의 반대로 인해 북아일랜드에서 이 기를 사용하는 것은 지금까지 논쟁거리로 남아 있다.

### 성 앤드루 기
성(聖) 안드레아의 기는 스코틀랜드의 전통적인 국기로 유니언 플래그의 일부를 이루고 있다. 이 기는 북아일랜드 스코틀랜드 이주자의 후손들이 자신들의 조상을 기리기 위해 게양된다. 성 안드레아는 예수 그리스도의 제자 중 한 사람인데, 이 기의 도안은 파란 하늘 구름에 나타난 흰 십자에서 유래되었다고 전해진다.
이 기는 또한 얼스터 분리주의자(Ulster Separatist)들이 제안한 독립된 얼스터(북아일랜드) 국기의 구성 요소 중의 하나로 사용되고 있다.

### 얼스터 분리주의자들의 얼스터 국기
이 기는 얼스터 분리주의자들이 사용하는 '얼스터 국기'이다. 1988년 11월 17일 '얼스터의 날'(Ulster Day)에 얼스터 독립 위원회(Ulster Independence Committee: 현 얼스터 독립 운동)이 결성되면서 처음 공개되었다.
얼스터 분리주의자들은 '얼스터'가 영국과 아일랜드 공화국 어느 쪽에도 소속되지 않고 완전한 독립국이 되는 것을 목표로 하고 있다.
이 기는 성 파트리치오의 기의 십자와 성 앤드루 기의 바탕, 여섯모난 별, 붉은 손바닥으로 구성되어 있다. 성 파트리치오의 기는 아일랜드를, 성 앤드루 기의 바탕은 스코틀랜드(얼스터 분리주의자들 대부분은 스코틀랜드계 이주민의 후손이다)를, 여섯모난 별은 (북아일랜드의) 6개 카운티를, 붉은 손바닥은 얼스터를 상징한다. 여섯모난 별은 구 정부기와 달리 황금색 바탕이 칠해져 있다. 붉은 손바닥은 구 정부기와 같이 엄지 손가락을 벌려 손바닥에서 떨어져 있는 것도 있고, 얼스터 지방기와 같이 붙어 있는 것도 있다(오른쪽 그림).
얼스터 분리주의자들은 전통적인 로열리즘에서 탈피하여 나온 신(新) 파벌이라는 성격이 강하다. 따라서 이 깃발은 로열리스트들 중 얼스터 분리주의 지지자들이 주로 사용한다 보관됨 2011-05-14 - 웨이백 머신.

## 북아일랜드의 새로운 국기 도안들
현재 북아일랜드를 나타내는 고유한 공식 국기가 없기 때문에, 공식 국기 도안에 대해 다양한 제안들이 있다. 아래는 그 제안 중 일부이다.
왼쪽은 영국 정부(UK Government)가 1990년대 후반에 고안하여 BBC 뉴스를 통해 종종 전파를 탄 기(旗)이다. 이것은 아직까지 한 번도 공식적으로 제안된 적은 없다. 이 디자인은 본질적으로 구 북아일랜드 정부기에서 왕관을 제거하고 얼스터 지방기에서 노란색을 가져온 것이다.
언론인들이 이 기를 벨파스트(Belfast)에서 보였을 때, 대부분의 사람들의 반응은 주로 부정적이었다. 일부 사람들이 이 기가 내포하고 있는 성격에 동의했었으나, 대부분의 전형적인 대답은 "우리는 이미 기가 있습니다. 그것은 유니언 플래그입니다"(연합주의자와 로열리스트의 대답) 또는 "우리는 이미 기가 있습니다. 그것은 아일랜드 삼색기입니다"(아일랜드 민족주의자와 공화주의자의 대답)였다고 한다.
왼쪽은 최근에 북아일랜드의 지역 방송국인 UTV에 의해 소개된 기이다. 이것은 북아일랜드 경찰청의 엠블럼을 참고하여 제작되었다. 북아일랜드 경찰청의 엠블럼은 북아일랜드 4대 정당의 동의를 받은 디자인이다. 따라서 이 새로운 깃발은 이론적으로 제안된 다른 깃발들보다 더 타당성을 지닐 수 있다.
이 깃발은 북아일랜드 사람들의 다양한 정체성을 살리기 위한 방편으로 다양한 상징물들을 이용했다. 우선 중앙에는 성 파트리치오 십자가 위치해 있다. 그리고 성 파트리치오 십자를 두르고 있는 여섯 모난 별은 6개 카운티를 상징한다. 또한 이 깃발은 다음 여섯 가지 상징물을 포함하고 있다.
(맨 위부터 시계 방향으로)
- 정의의 저울(Scales of Justice): 평등과 정의를 표상한다.
- 하프(Harp): 전통적으로 아일랜드를 상징하는 악기이다.
- 횃불(Torch): 계몽과 새로운 시작을 나타낸다.
- 올리브 가지(Olive Branch): 고대 그리스 이래로 평화를 상징하는 나뭇가지이다.
- 토끼풀(Shamrock): 아일랜드를 상징하는 전통적인 꽃으로, 성 파트리키우스(패트릭)가 기독교의 삼위일체(三位一體; Trinity)를 설명할 때 사용한 것으로 유명하다.
- 왕관(Crown): 영국 왕실을 상징한다.

이 기는 성 파트리치오의 기와 구(舊) 북아일랜드 정부기를 합성한 것이다. 이것은 얼스터의 붉은 손(Red Hand of Ulster)과 여섯 모난 별을 성 파트리치오의 기에 더하되, 구 정부기에 있던 왕관과 성 조지 기는 더하지 않았다. 구 정부기가 연합주의자가 지니고 있는 영국 왕실과 잉글랜드에 대한 충성심만을 반영한 것과 비교했을 때, 이 기는 훨씬 가치중립적이라 할 수 있다.
이 기는 얼스터 럭비 팀의 경기에서 서포터들에 의해 사용되고 있다.
2003년 북아일랜드 동맹당(Alliance Party of Northern Ireland)(유일하게 연합주의자와 아일랜드 민족주의자를 함께 대표한다고 표방하는 북아일랜드 의회 원내 정당)은 북아일랜드의 국기에 관해 몇 가지 제안을 내놓았다. 이것은 BBC에서 동맹당의 제안들을 옮겨본 것으로 BBC 뉴스라인 (BBC Newsline, BBC의 북아일랜드 지역뉴스 프로그램)의 화면에서 캡처한 것이다. 이 캡처 화면의 깃발들은 각각 아마꽃(flax flower), 북아일랜드의 영토(왼쪽 그림과 같음), 자이언츠코즈웨이(Giant's Causeway)의 몇몇 돌계단을 나타내고 있다. 왼쪽의 깃발은 지역·국가의 땅을 그대로 나타낸다는 점에서 한반도기 및 키프로스의 국기의 콘셉트와 비슷하다.

## 같이 보기
- 북아일랜드의 국기
- 북아일랜드의 국장